# Théodore de Lameth
Théodore de Lameth nasceu em Paris, França, em 24 de Junho de 1756 e morreu no Castelo de Busigny (Val-d'Oise), em 19 de Outubro de 1854.
É o irmão mais velho de Alexandre de Lameth e Charles Malo de Lameth.

## Antes da Revolução Francesa
Como seus irmãos, participou da Guerra de Independência dos Estados Unidos, como oficial da Marinha. De volta à França, torna-se coronel do Regimento Royal-Étranger.

## Sob a Revolução
De natureza mais ponderada que seus irmãos, Théodore, a princípio, mantém-se afastado da Revolução Francesa. Apesar disso, faz-se eleger deputado da Assembléia Nacional Legislativa em 1791 pelo departamento do Jura, onde alinhou-se à direita (política).
Defendeu com todas as forças a monarquia e fez parte dos sete deputados que votaram contra a declaração de guerra à Áustria, em Março de 1792.
Théodore protestou contra os Massacres de Setembro de 1792 e foi-lhe retirado o seu comando de general em 1º de Fevereiro de 1793. Decretada sua prisão, Théodore foge para a Suiça.

## Sob oConsuladoe oPrimeiro Império
De volta à França após o golpe de estado do 18 de Brumário, não solicita nenhuma função, a não ser sua eleição à Câmara dos Cem Dias pelo departamento de Somme, em 1815.

## Sob aRestauração
Sob a Restauração francesa, manteve-se afastado da vida política.
Mais pensativo que seus dois irmãos, Théodore de Lameth compreendeu rapidamente que, solapando a monarquia, a nobreza condenava-se a uma morte certa.